# Chapel of the Holy Cross (Sedona)

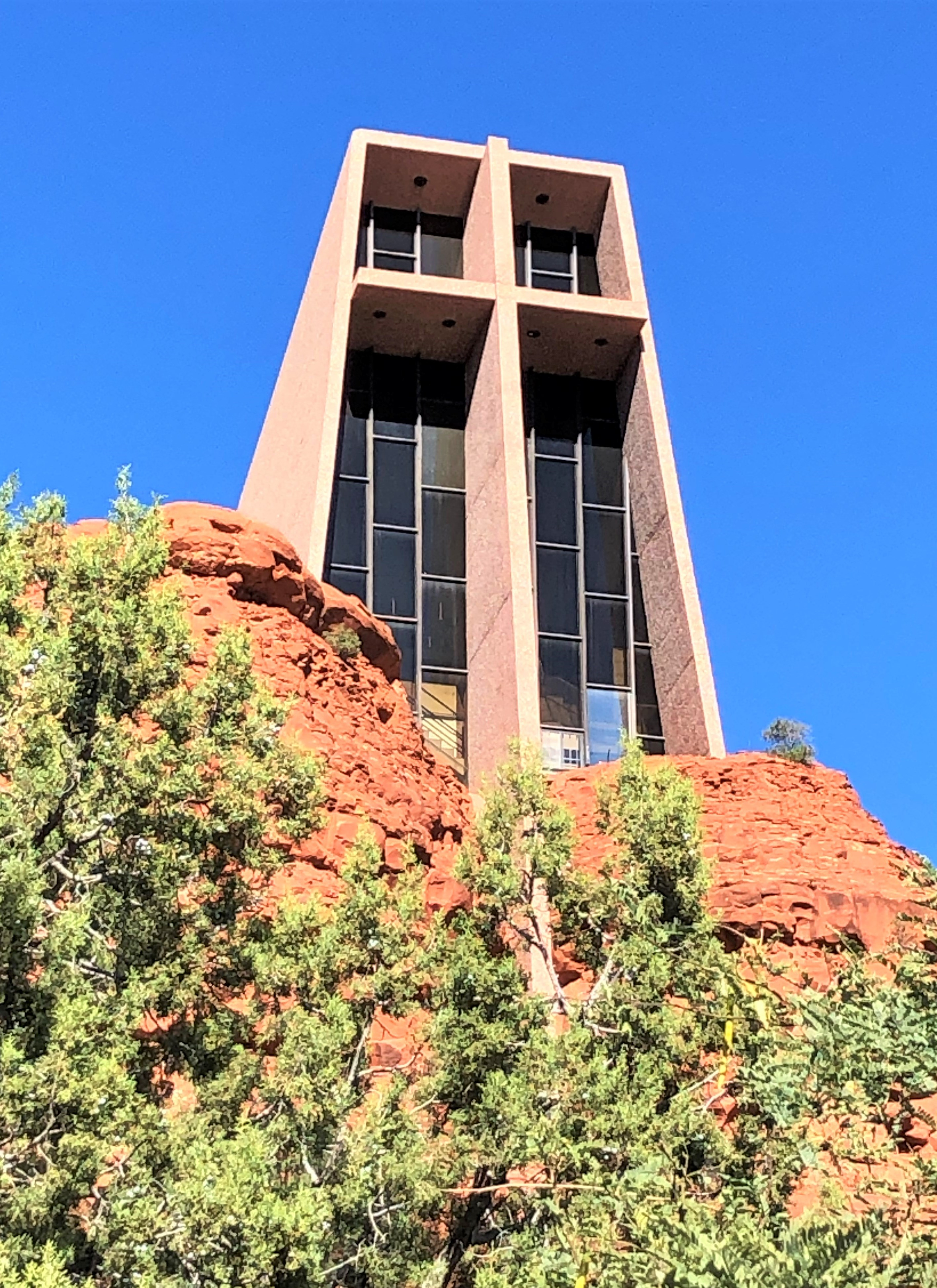
Chapel of the Holy Cross

Die Chapel of the Holy Cross (deutsch Heilig-Kreuz-Kapelle) ist eine in den 1950er Jahren errichtete römisch-katholische Kapelle südlich von Sedona in Arizona. 2011 wurde sie unter der ID-Nr. 10000947 in das National Register of Historic Places eingetragen.

## Geschichte

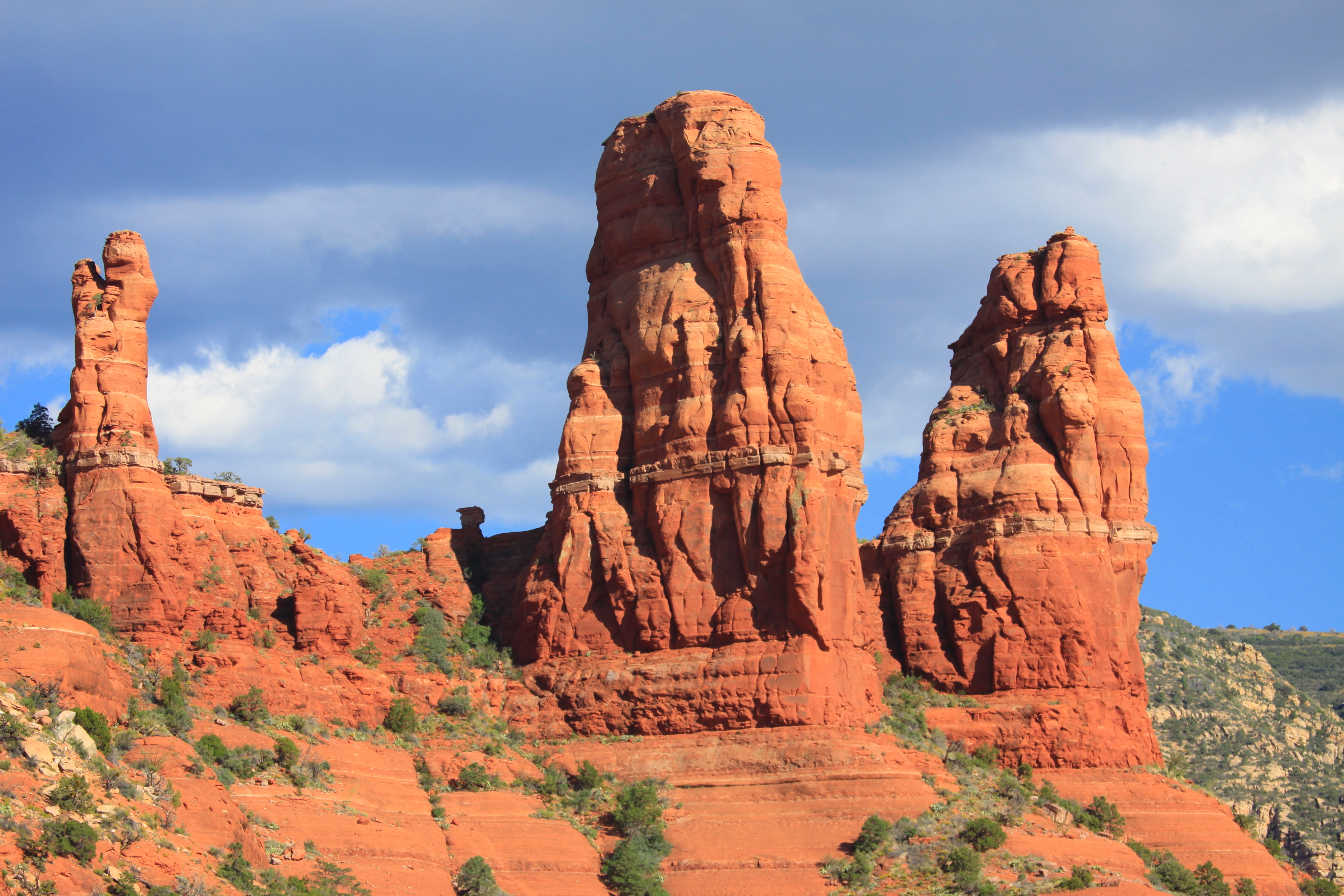
Two Nuns (rechts) mit dem Madonnenfelsen (links)

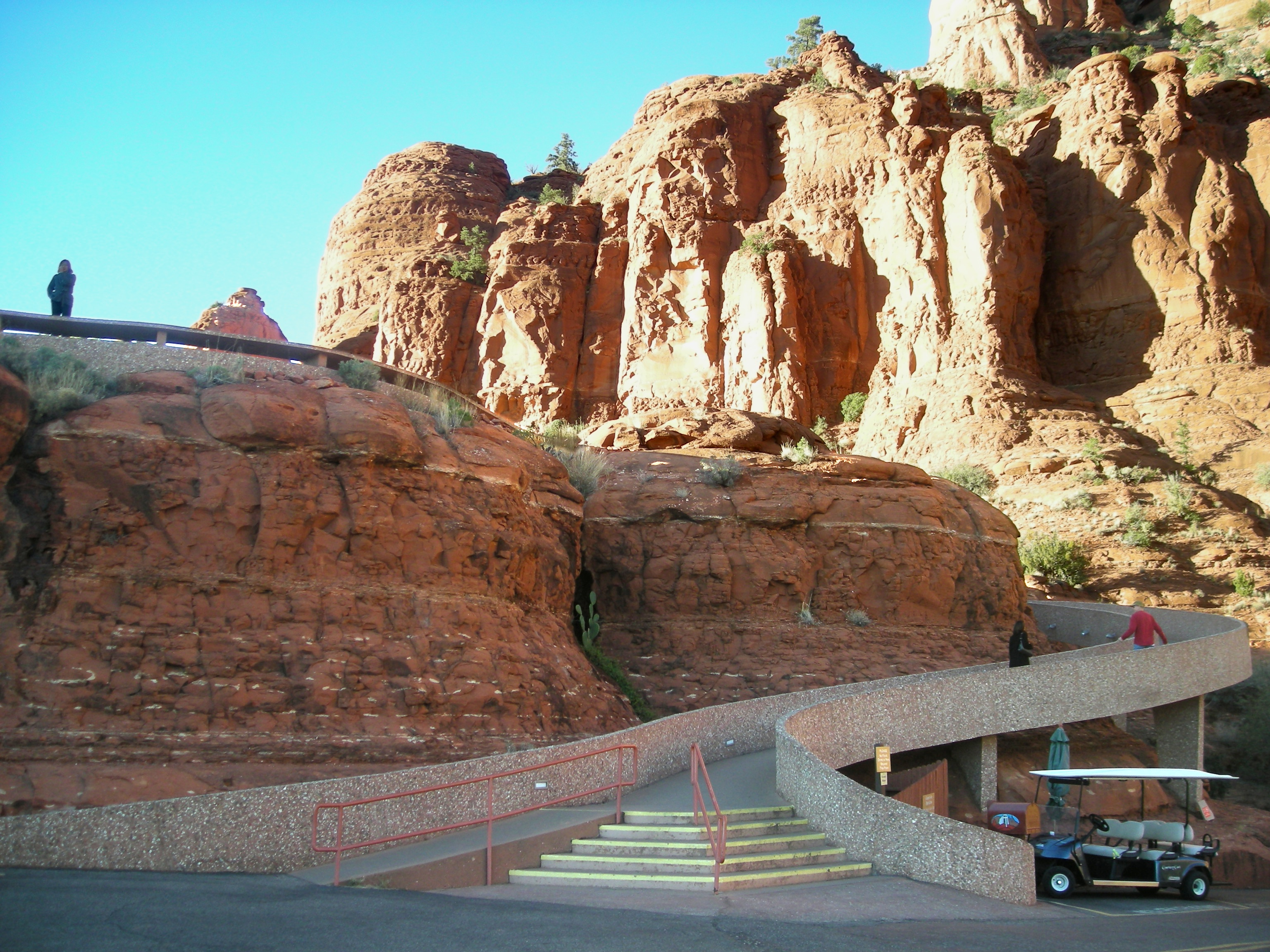
Fußweg zur Kapelle

Der Bau der Kapelle geht auf Marguerite Brunswig Staude (1899–1988) zurück, eine katholische Künstlerin, deren Vorfahren aus Ungarn stammten und deren Eltern mit einem Apotheken- bzw. Drogeriewarengroßhandel reich geworden waren. Bei einem Besuch des damals gerade fertiggestellten Empire State Buildings im Jahr 1932 glaubte sie, aus einem bestimmten Blickwinkel in dessen Architektur ein Kreuz zu erkennen. So entstand in Staude die Idee zum Bau einer kreuzförmigen Kirche.
Zunächst plante sie, in Zusammenarbeit mit dem Architekten Lloyd Wright (dem Sohn von Frank Lloyd Wright), dieses Projekt in Los Angeles auf Land zu verwirklichen, das der katholischen Kirche gehörte, aber der dortige Erzbischof lehnte das Projekt als zu futuristisch ab. Danach sollte die Kirche mit über 2000 Sitzplätzen in Budapest oberhalb des Ufers der Donau errichtet werden. Der Ausbruch des Zweiten Weltkriegs machte diese Planungen jedoch zunichte.
Im Jahr 1941 erwarben Marguerite und ihr Mann Tony eine Ranch im Oak Creek Canyon unweit von Sedona. Geologisch wird dieses Gebiet vor allem von den mächtigen Schichten der Schnebly Hill Formation geprägt. Diese besteht aus leuchtend rot-orange gefärbtem Sandstein, aus dem sich durch natürliche Erosion eindrucksvolle Felsformationen und Canyons herausgebildet haben. Die Gegend diente deshalb schon zahlreichen Western als Kulisse. Der Oak Creek Canyon ist heute die am zweithäufigsten besuchte Touristenattraktion in Arizona nach dem Grand Canyon.
In den 1950er Jahren entschloss sich Marguerite letztlich, das Projekt in wesentlich kleinerem Maßstab in der Nähe ihres Wohnortes auszuführen. Die Kapelle sollte dem Andenken an ihre Eltern gewidmet werden, die in den 1940er Jahren gestorben waren.
Staudes Ziel war es, einen Ort zu schaffen, an dem die Menschen „durch Kunst zu Gott finden“ könnten. Obwohl Staude katholisch war, sollte der Ort allen Menschen offenstehen, unabhängig von ihrer Religionszugehörigkeit.
Zu Fuß, mit dem Auto und sogar aus der Luft erkundete Staude die Gegend. Schließlich entdeckte sie südlich von Sedona eine Stelle, die ihr geeignet erschien. Es war ein über 200 Fuß (61 m) hoher Felsvorsprung, den zwei nebeneinander liegende Felskuppen krönten und hinter dem sich eine noch wesentlich höhere Felswand erhob. Östlich dieses Felsvorsprungs befanden sich zwei weitere markante Felsformationen, nämlich die Two Nuns (deutsch Zwei Nonnen) sowie eine Felsnadel, deren Form an eine Madonna mit Kind erinnert. Als Staude den potenziellen Bauplatz näher untersuchte, entdeckte sie am Fuß der Felsen ein Graffito mit dem Symbol ℞, das in der Pharmabranche für verschreibungspflichtige Arzneimittel steht. Angesichts des Berufes ihres verstorbenen Vaters sah sie darin ein Zeichen, dass dies der richtige Ort für die Kapelle sei.
Da sich der geplante Bauplatz auf dem Gebiet des Coconino National Forest befand, benötigte Staude für den Bau eine Sondergenehmigung des United States Forest Service. Bei der Erlangung dieser Genehmigung war ihr der Senator Barry Goldwater behilflich.
Als Architekten beauftragte Staude Richard Hein und August K. Strotz vom Architekturbüro Anshen & Allen in San Francisco, nachdem sich Lloyd Wright geweigert hatte, an einer reduzierten Version des ursprünglichen Projekts mitzuwirken. Die Bauarbeiten begannen im April 1955. Zu den Schwierigkeiten, die die Arbeiter zu überwinden hatten, zählten die schlechte Zugänglichkeit des Bauplatzes, das Fehlen einer Wasser- und Elektrizitätsversorgung sowie hohe Temperaturschwankungen. Die größte Herausforderung sah der Bauleiter jedoch darin, dass die vorhandenen Geländeformationen möglichst nicht beeinträchtigt werden sollten. Nach 18 Monaten Bauzeit war die Kapelle im Oktober 1956 vollendet. Im Frühjahr 1957 wurde sie geweiht.
Die Baukosten in Höhe von 300.000 $ trug das Ehepaar Staude selbst.
Nach der Weihe übergab Staude die Kapelle an das Bistum Gallup (das Bistum Phoenix, zu dem das Gebiet heute gehört, wurde erst 1969 gegründet). Die etwa 50 Katholiken, die damals in Sedona lebten, besuchten die heilige Messe meist in Cottonwood. Fortan kam der Priester aus Cottonwood einmal im Monat nach Sedona, um in der Kapelle die Messe zu lesen, bis Sedona 1965 eine eigene Pfarrkirche bekam.
Staude unternahm verschiedene Versuche, eine neue Nutzung für die Kapelle zu finden. Unter anderem lud sie den umstrittenen Mystiker Pater William McNamara von den Unbeschuhten Karmeliten nach Sedona ein, der hier ein Spiritual Life Institute of America (SLIA) einrichtete, das an diesem Ort jedoch nicht lange Bestand hatte. Danach diente die Kapelle nur noch als Ort für gelegentliche Veranstaltungen, bis sie in den 1970er Jahren geschlossen wurde. In den 1980er Jahren wurde die Kapelle der Öffentlichkeit wieder zugänglich gemacht, allerdings hauptsächlich als Touristenattraktion und weniger zu religiösen Zwecken.
Marguerite Brunswig Staude starb 1988 im Alter von 88 Jahren, ihr Mann Tony 2006.
2015, anlässlich des Heiligen Jahres der Barmherzigkeit, wurde die Kapelle gereinigt und die Wände wurden sandgestrahlt. Außerdem wurden ein neuer Korpus für das Kreuz und weitere Kunstwerke in Auftrag gegeben (siehe unten). Der örtliche Bischof erklärte die Türen der Kapelle zur Heiligen Pforte. Im Rahmen eines feierlichen Gottesdienstes auf dem Vorplatz der Kapelle öffnete Weihbischof Eduardo Alanis Nevares diese Heilige Pforte am 13. Dezember 2015.
Die Kapelle zählt zu den bedeutendsten Touristenattraktionen in Arizona. Schätzten Mitarbeiter der Kapelle die jährliche Anzahl der Besucher im Jahr 1999 noch auf eine Million, waren es 2015 schon 2,5 Millionen und 2018 etwa drei Millionen.
Trotzdem hat sich seit der Neugestaltung der Kapelle ihr Charakter von einer reinen Touristenattraktion wieder mehr zurück zu einem religiösen und spirituellen Ort gewandelt, woran insbesondere das neu geformte Kreuz einen großen Anteil hat.
Die Chapel of the Holy Cross gehört heute zur Pfarrei St. John Vianney in Sedona. Jeden Montagabend findet in der Kapelle ein Taizé-Gebet statt, am Freitagnachmittag eine heilige Messe mit vorheriger Beichtmöglichkeit.

## Beschreibung

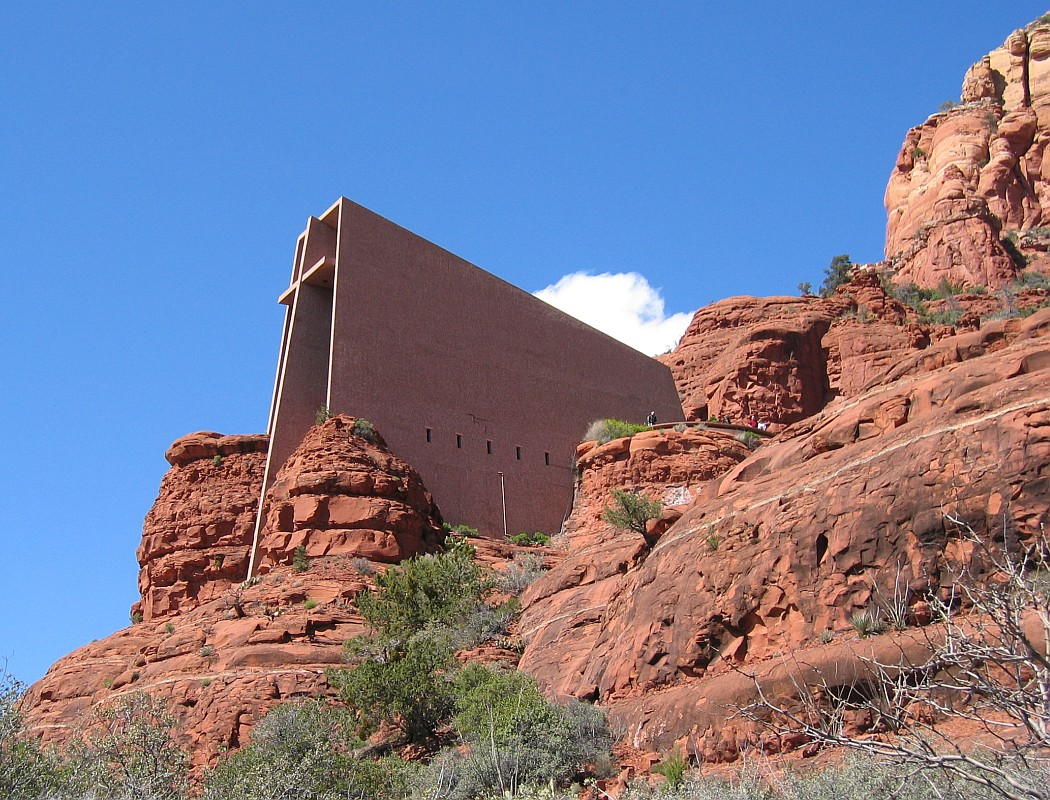
Seitenansicht der Kapelle

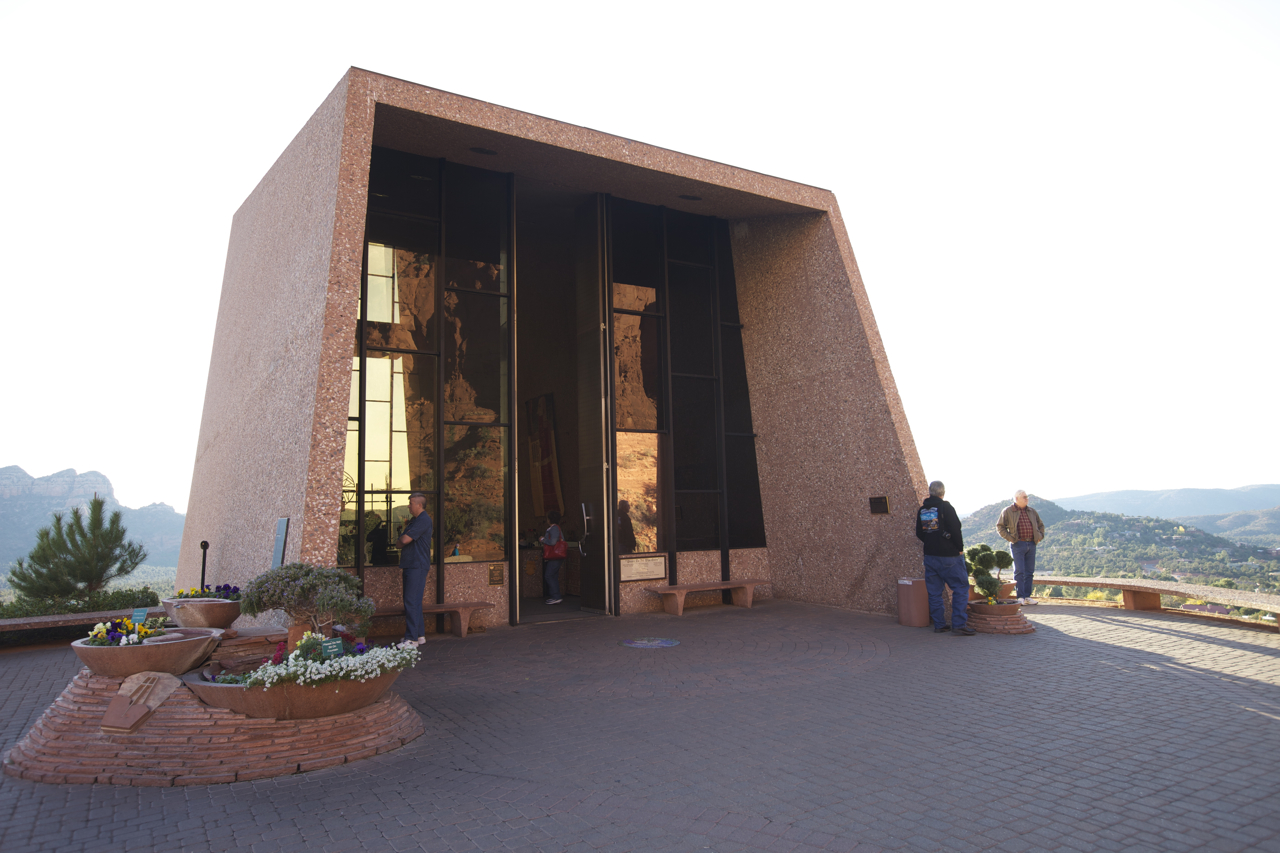
Blick vom Vorplatz auf den Eingang

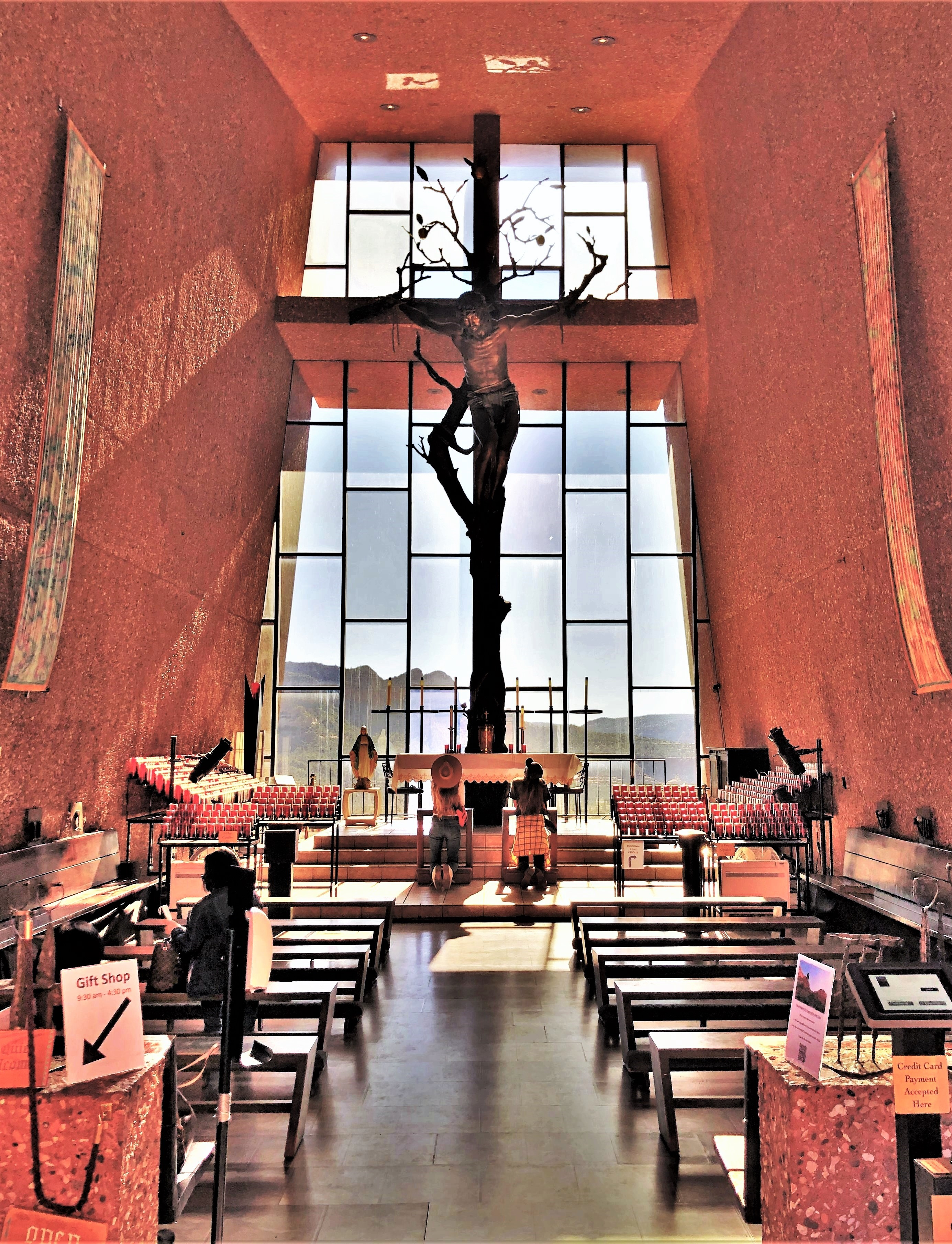
Blick ins Innere

Die Kapelle hat einen rechteckigen Grundriss von 50 Fuß (15,2 m) Länge und 20 Fuß (6,1 m) Breite. Die nach innen geneigten Seitenwände tragen ein Pultdach. Am Südwestende mit dem Altar ist das Gebäude 90 Fuß (27,4 m) hoch, am gegenüberliegenden Ende nur 30 Fuß (9,1 m). Die Sichtbetonwände bestehen aus einer Stahlrahmenkonstruktion, die mit Ortbeton umgossen wurde. Sowohl die Innen- als auch die Außenwände wurden unmittelbar nach dem Entfernen der Schalung sandgestrahlt, um die Farbe und die Textur der Zuschlagstoffe besser zur Geltung kommen zu lassen. Sie stammen aus dem Verde River nahe Clarkdale, etwa 30 Meilen (48,3 km) von der Kapelle entfernt, so dass das Gebäude farblich dem umgebenden roten Sandstein angepasst ist.
Während die Längsseiten des Kirchenschiffs keine Fenster haben, sind die beiden Schmalseiten ganz verglast. Die getönten Scheiben wurden von Pittsburgh Glass extra für die Kapelle hergestellt.
Zentrales Element der Kapelle ist ein 90 Fuß (27,4 m) hohes Kreuz an der südwestlichen Stirnseite des Kirchenschiffs, das von einer senkrechten und einer waagrechten Betonplatte gebildet wird. Dieses Kreuz erstreckt sich sowohl nach außen bis vor die Fassade als auch nach innen in den Kirchenraum. Von außen gesehen scheint das Kreuz regelrecht aus der Kluft zwischen den beiden Felskuppen emporzuwachsen. Im Inneren der Kapelle ist an ihm die Altarplatte aus schwarzem Marmor befestigt, so dass Kreuz und Altar eine Einheit bilden. An diesem Kreuz ist ein Korpus angebracht, wodurch es zum Kruzifix wird. Die Verglasung um das Kreuz herum gibt den Blick auf das Tal und die umgebenden Berge frei.
Der Eingang liegt auf der gegenüberliegenden, bergseitigen Schmalseite der Kapelle. Die beiden aus Aluminium gefertigten Flügeltüren reichen mit einer Höhe von 25 Fuß (7,6 m) fast bis zur Decke. Bei geschlossenen Türen bilden die beiden gegenüberliegenden Türgriffe zusammen die Form eines Kommunionkelchs. Inzwischen wurde die hohe Türöffnung ebenfalls verglast und im unteren Teil wurden herkömmliche Glastüren eingebaut. Die originalen Türen sind aber noch vorhanden.
Im Untergeschoss befand sich ursprünglich eine kleine Hausmeisterwohnung. Als die Besucherzahlen immer mehr zunahmen, wurden stattdessen Büroräume und ein Souvenirshop eingebaut. Sie sind vom Kapelleninneren aus über eine Treppe links neben dem Eingang zu erreichen.
Vom unterhalb der Kapelle gelegenen Parkplatz führt eine gewundene Rampe mit einem Fußweg um den Felsen herum nach oben bis zum Platz vor dem Eingang der Kapelle. Um die natürlichen Geländekonturen nicht zu zerstören, wurde diese Rampe nicht direkt in den Felsen geschlagen, sondern als freistehende brückenähnliche Konstruktion errichtet.

## Ausstattung

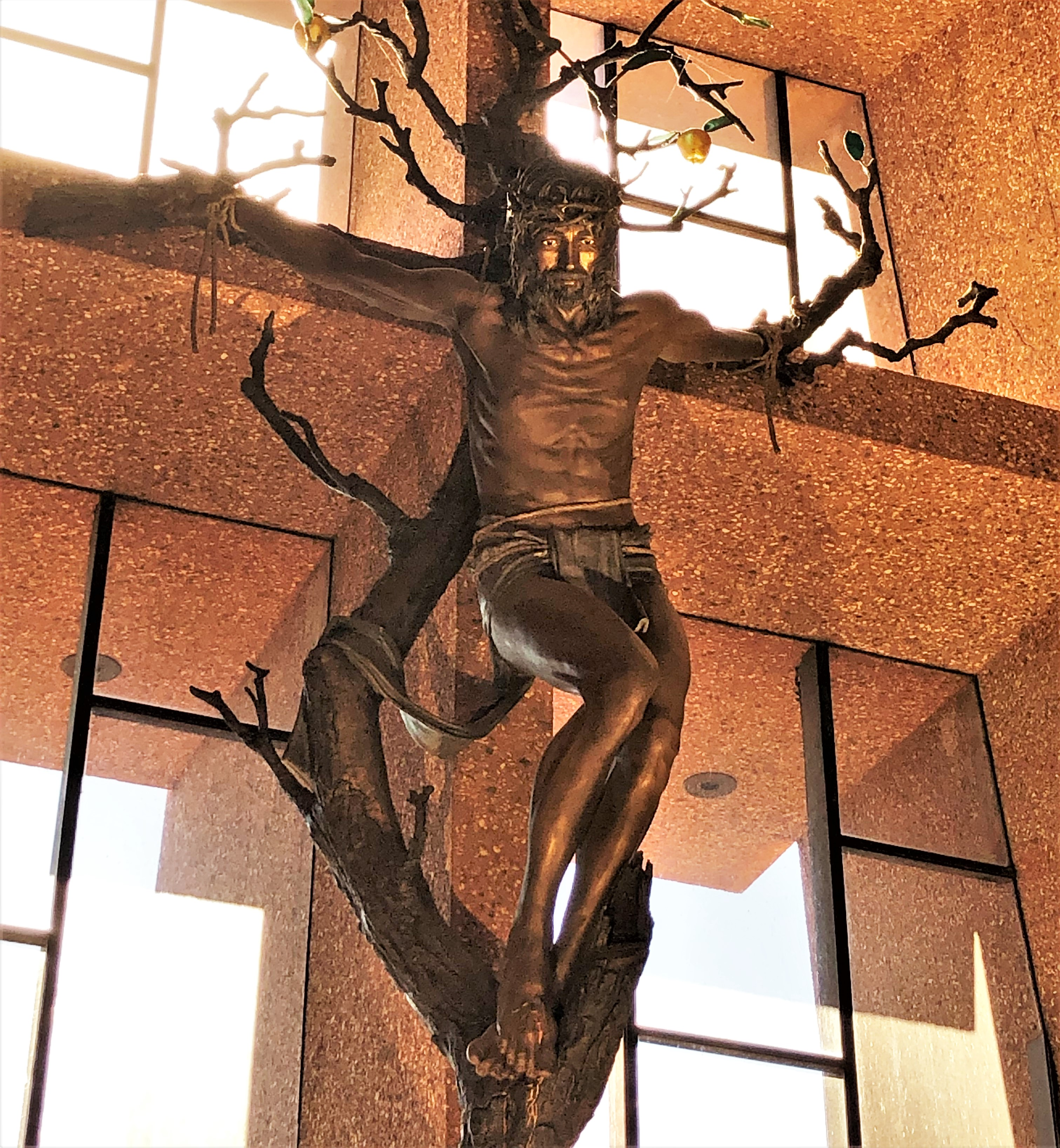
Neuer Korpus, verfertigt von James Muir

### Allgemeines
Die Kapelle verfügt über zwei Reihen hölzerner Sitzbänke sowie über zwei weitere lange Bänke entlang der Seitenwände. Insgesamt finden hier etwa 150 Personen Platz.
Die an den beiden Seitenwänden angebrachten Stationen des Kreuzwegs stammen von Marguerite Brunswig Staude selbst, die sie aus Schienennägeln angefertigt hatte.
An den beiden Seitenwänden wurden 2016 vier Seidenbehänge angebracht, die von Jacqueline Jackson aus Sedona geschaffen wurden und die Titel Creation (Schöpfung), Heavens (Himmel), Earth (Erde) und Life (Leben) tragen.
Ebenfalls von 2016 stammt ein Gemälde der Gottesmutter Maria mit dem Titel Our Lady of Mercy (deutsch Unsere Liebe Frau von der Barmherzigkeit) von Miguel Martinez aus Taos.

### Das Kruzifix
Der ursprüngliche Korpus des Kruzifixes war ein Werk des Künstlers Keith Munroe aus San Francisco. Die Figur bestand aus Schmiedeeisen und zeigte einen unförmigen, ausgemergelten, verdrehten Christus. Die Absicht des Künstlers war es, einen Körper darzustellen, der in einer Kernwaffenexplosion schmilzt (nur wenige Jahre vor dem Bau der Kapelle war die erste Wasserstoffbombe gezündet worden). Demzufolge erhielt das Kruzifix den inoffiziellen Namen The Christ of the Atomic Age oder kurz Atomic Christ.
Die Figur war von Anfang an sehr umstritten. Während manche Betrachter das Werk als die eindringliche Darstellung des leidenden Christus lobten, hielten andere es für hässlich, schockierend, monströs und blasphemisch. Auch Bischof Bernard T. Espelage war mit der Gestaltung der Christusfigur nicht einverstanden. Marguerite Brunswig Staude beschloss jedoch, sie trotzdem aufhängen zu lassen.
Von den Gegnern des Kunstwerks bekam Staude in der Folge immer wieder zahlreiche Hassbriefe. Schließlich montierte Staude Anfang der 1970er Jahre die Figur mit Hilfe einiger Arbeiter selbst ab, schnitt sie in Stücke und verteilte diese in der Mojave-Wüste.
Im Zuge der Sanierung der Kapelle 2016 wurde ein örtlicher Künstler namens James Muir (ein gläubiger Christ, aber nicht katholisch) mit der Schaffung eines neuen Korpus beauftragt. Er entwarf jedoch nicht nur eine bloße Christusfigur, sondern einen 33 Fuß (10 m) hohen Baum des Lebens aus Bronze, der sich hinter dem Altar vom Boden der Kapelle bis fast an die Decke erstreckt und an dem Jesus hängt. Der Stamm des Baumes spaltet sich in zwei Teile auf, von denen der eine die Zehn Stämme Israels und der andere die beiden Stämme Judas darstellen. Der Ast Israels ist abgebrochen, wobei das abgebrochene Stück den Querbalken des Kreuzes bildet. Der Juda repräsentierende Ast setzt sich nach oben fort und trägt im oberen Bereich zwölf Blätter, die die Apostel darstellen, sowie drei goldene Äpfel als Symbol der Heiligen Dreifaltigkeit. Aus dem Ast Israels wächst nur ein einzelnes Blatt, das für die Heiden steht. Die Augen von Christus sind geöffnet. An einer bestimmten Stelle sind in den Boden der Kapelle zwei Fußabdrücke aus Bronze eingelassen. Tritt man sprichwörtlich in diese Fußstapfen und erhebt dann seine Augen, sieht man den Blick Jesu direkt auf sich ruhen.
Um die Christusfigur möglichst lebensecht gestalten zu können, engagierte Muir einen Mann aus Sedona als Modell, der dann auch tatsächlich an ein Kreuz gebunden wurde. Aus statischen Gründen durfte das Gewicht des fertigen Kunstwerks 2400 Pfund (1090 kg) nicht übersteigen. Zur Herstellung waren über 80 einzelne Gussformen notwendig. Aufgrund der Größe wurde der Baum mit der Christusfigur in sieben einzelnen Teilen in die Kapelle gebracht und dort zusammengesetzt.
Am 4. April 2018 weihte Bischof Thomas James Olmsted das neue Kruzifix.

## Rezeption
Nach der Fertigstellung veröffentlichten unter anderem das Magazin Life und die New York Times Artikel über die neu errichtete Kapelle. Letztere hob die ungewöhnliche Gestaltung hervor, „anders als das des traditionellen Gotteshauses“, und schrieb, die Kapelle hebe „das christliche Symbol mit einer Krassheit hervor, die der Schroffheit der sie umgebenden Schlucht entspricht“.
1957 zeichnete das American Institute of Architects die Kapelle mit einem First Honor Award aus.
2007 wurde die Chapel of the Holy Cross zu einem der sieben menschengemachten Wunder von Arizona (englisch Seven Man Made Wonders of Arizona) gewählt.
2023 bezeichnete sie die Zeitschrift Architectural Digest als eine der zehn schönsten Kirchen der Welt.
Die Kapelle verhalf den beteiligten Architekten zu großem Renommee. Unter anderem deshalb erhielten sie im Rahmen der Mission 66 den Auftrag, in der Nähe von Jensen (Utah) ein neues Besucherzentrum für das Dinosaur National Monument zu entwerfen. Das Quarry Visitor Center wurde über einem Steinbruch mit Fossilienfunden errichtet, so dass sowohl diese als auch die Besucher vor der Witterung geschützt sind. Wie in Sedona bestand auch hier eine der Schwierigkeiten darin, das Gebäude den vorhandenen Felsformationen anzupassen.

## Bildergalerie

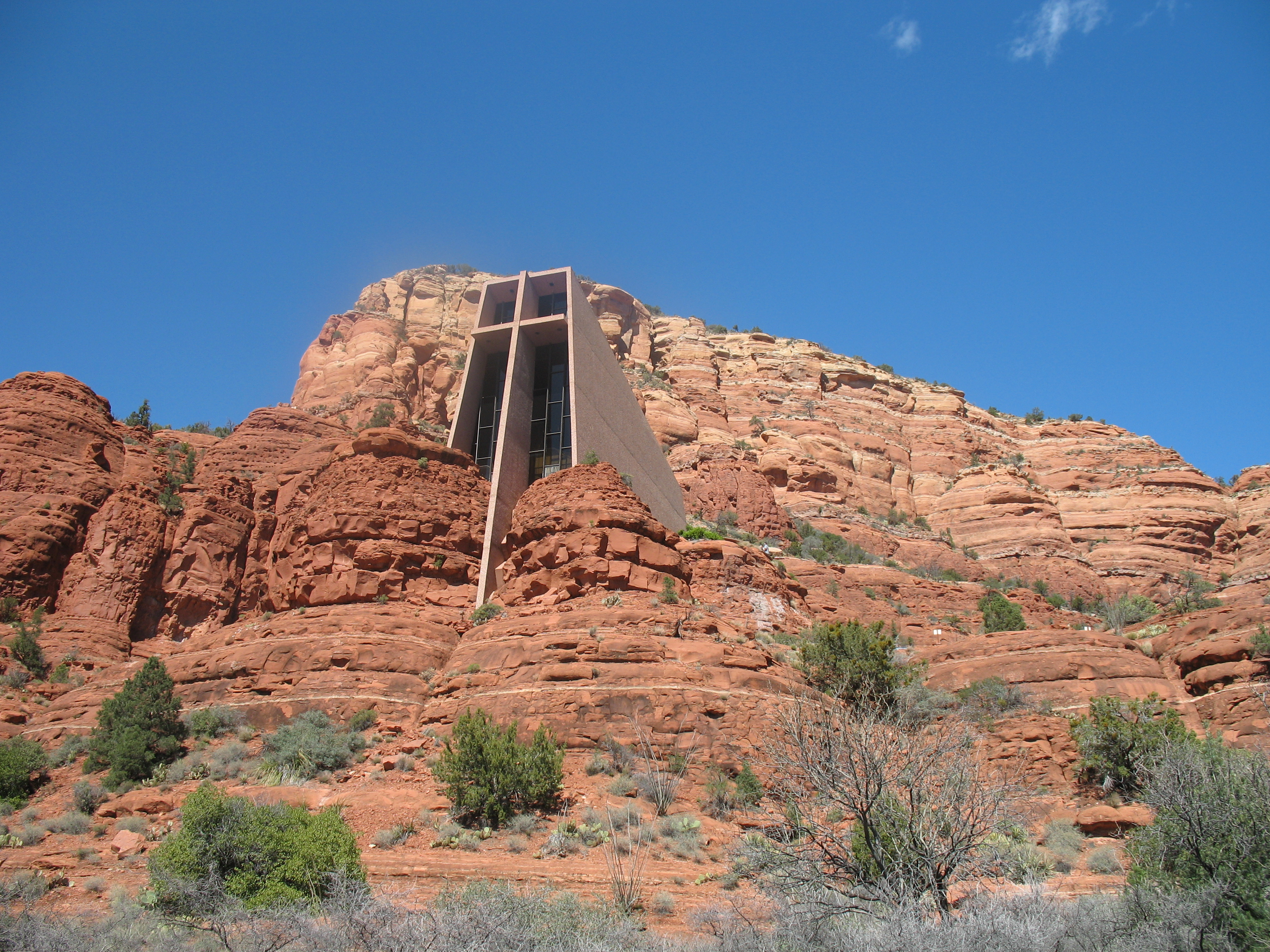
Kapelle vor der Felswand
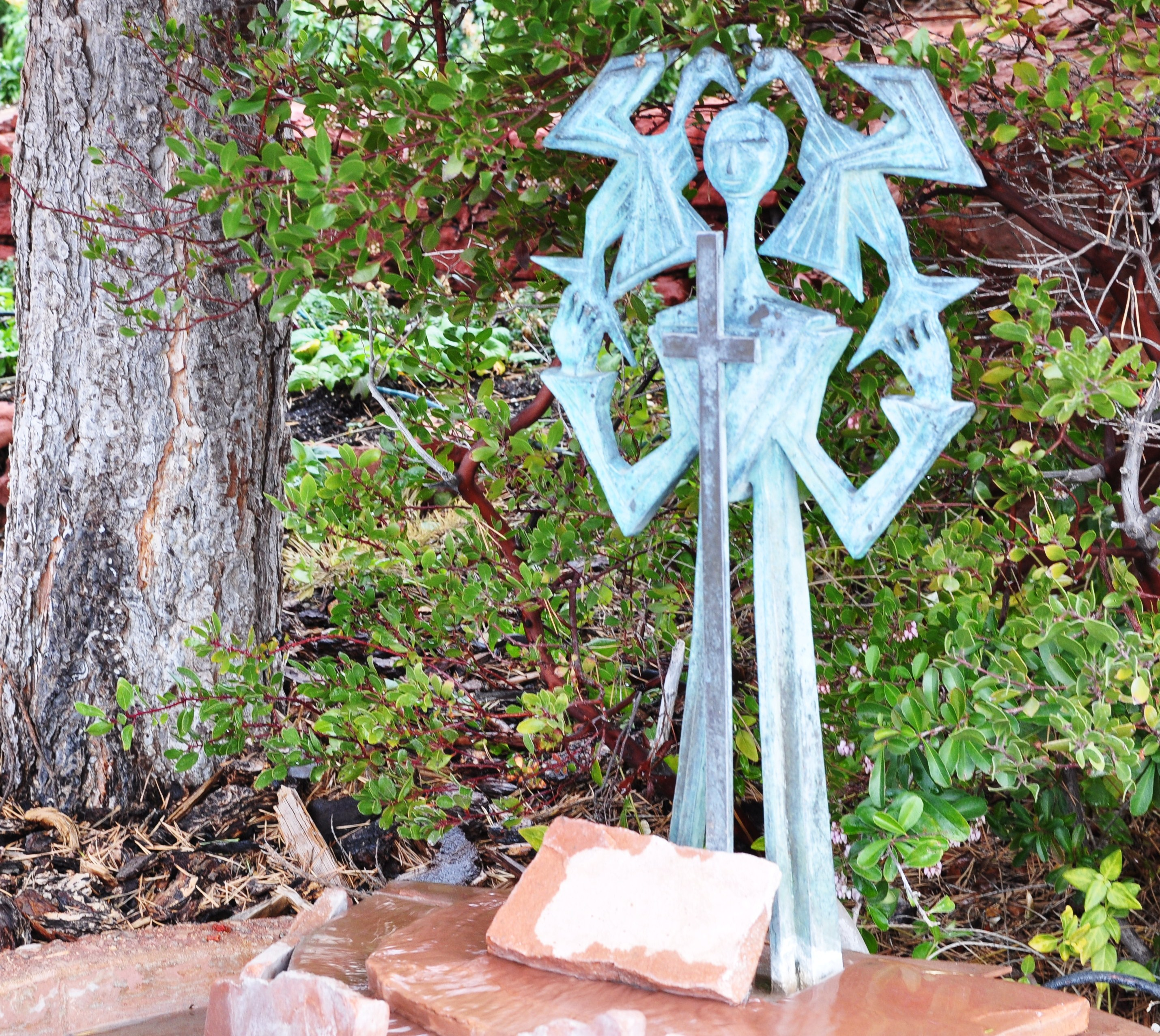
Darstellung des Heiligen Franz von Assisi im Freigelände vor der Kapelle
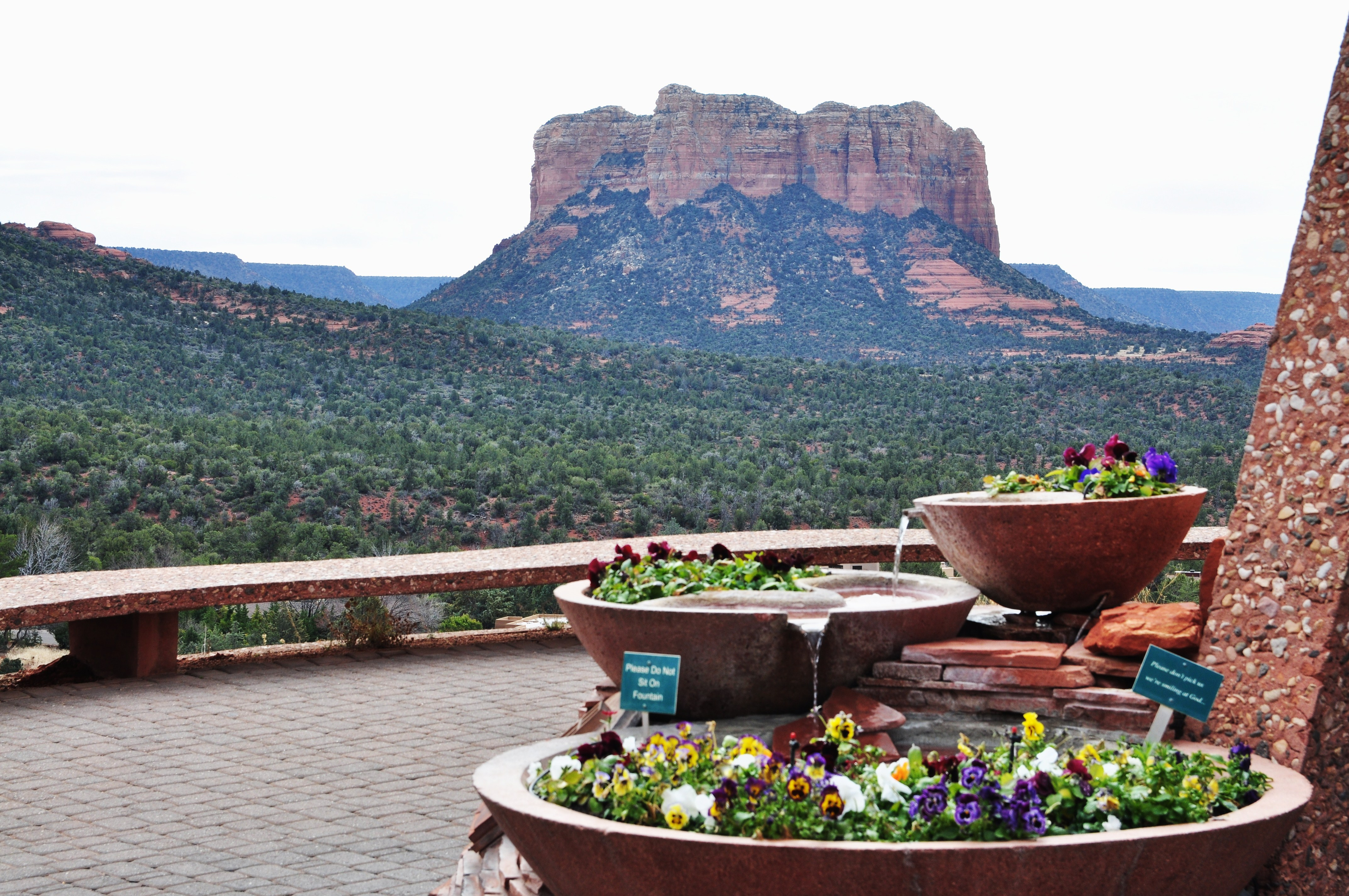
Blick nach Süden auf den Courthouse Butte
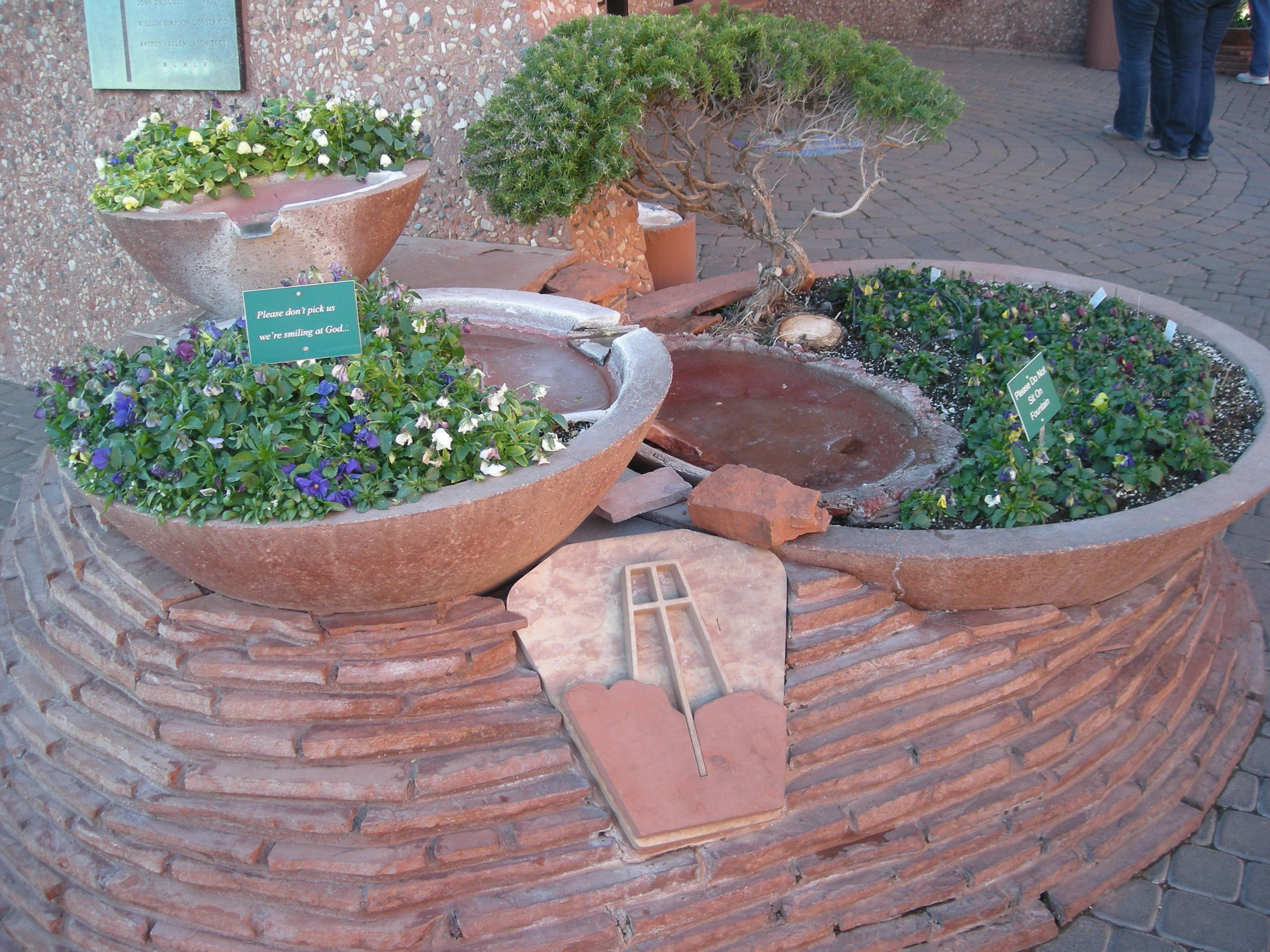
Stilisierte Darstellung der Kapelle als Ornament
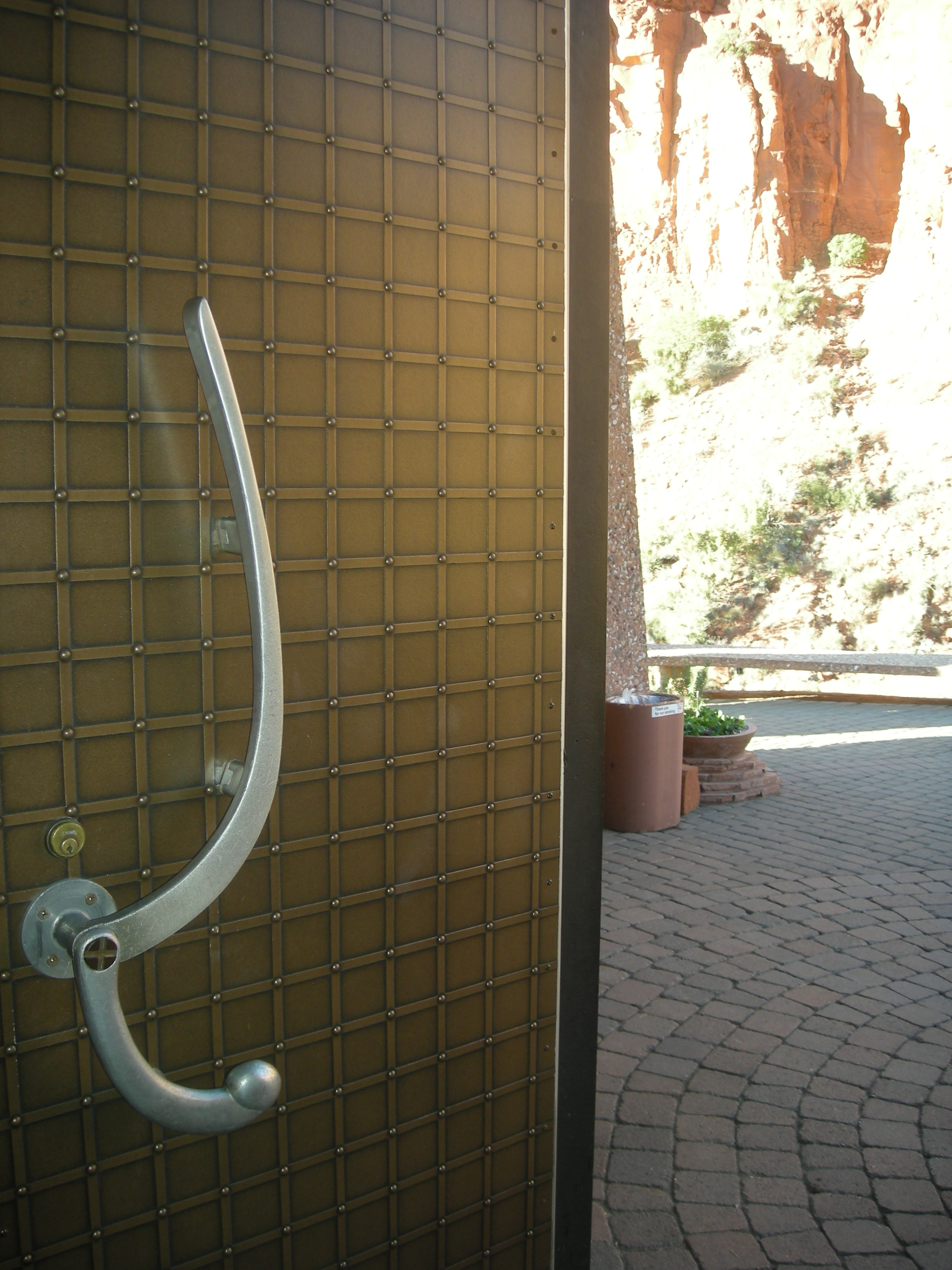
Türgriff
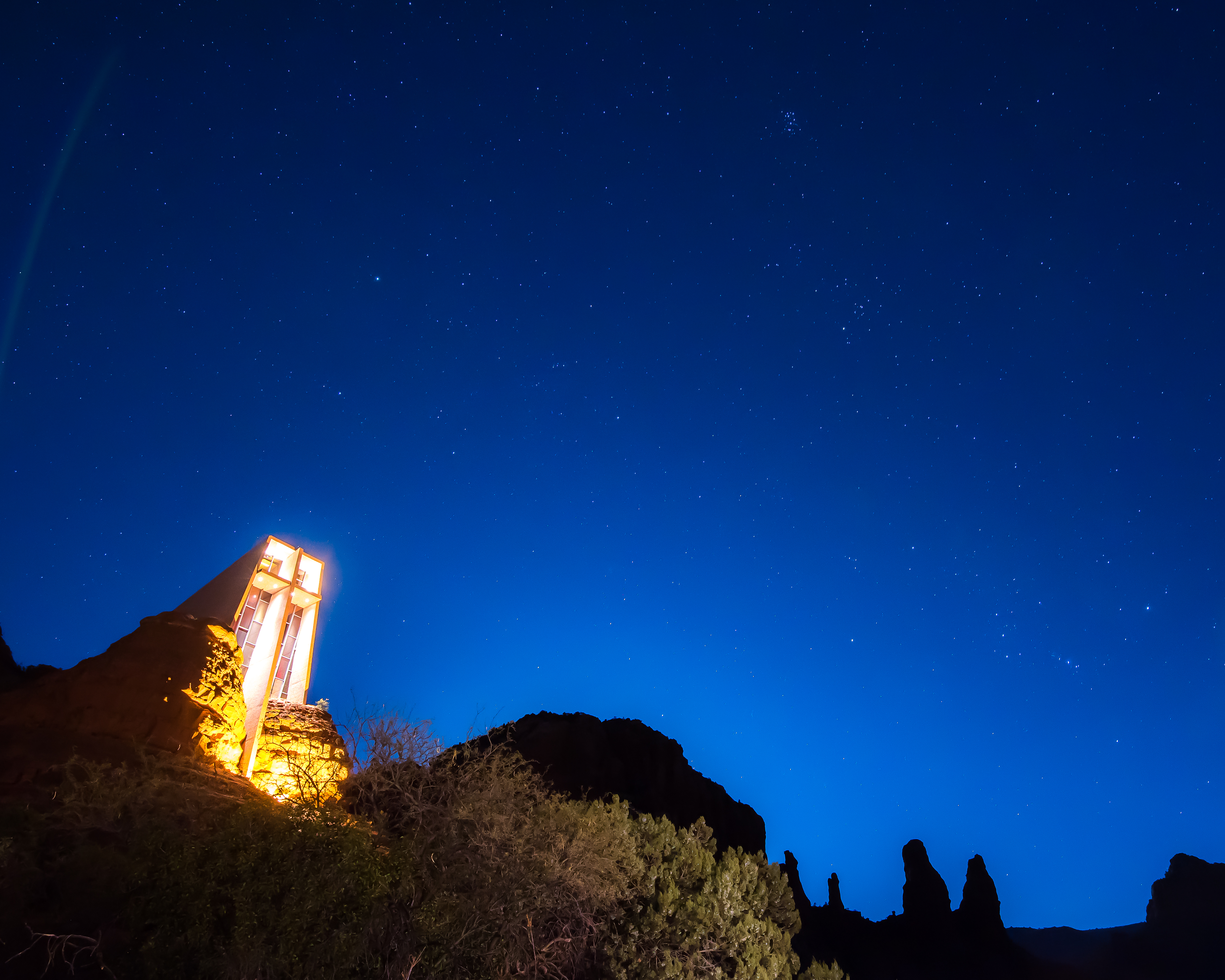
Kapelle bei Nacht

## Sonstiges
Der Landschaft um Sedona wird auch von manchen Nichtchristen spirituelle Wirkung zugeschrieben. So befinden sich hier insgesamt sieben Vortex genannte Kraftorte, einer davon unweit der Kapelle. Der Ansturm auf diese Orte begann 1987, als etwa 5000 Anhänger der New-Age-Bewegung nach Sedona kamen. Auch die Yavapai und etwas später die Tonto besaßen hier bis zu ihrer Vertreibung in den 1870er Jahren mystische Stätten.